# ルイ＝レオポルド・ボワイー
ルイ=レオポルド・ボワイー（フランス語: Louis-Léopold Boilly [bwɑji]、1761年7月5日 - 1845年1月4日)とは、フランスの画家。主に肖像画を中心に絵画を描き、中流貴族の生活などを題材とした絵を描いた。彼はフランス王国時代から7月王政の時代まで絵を描き続けた。

## 作風

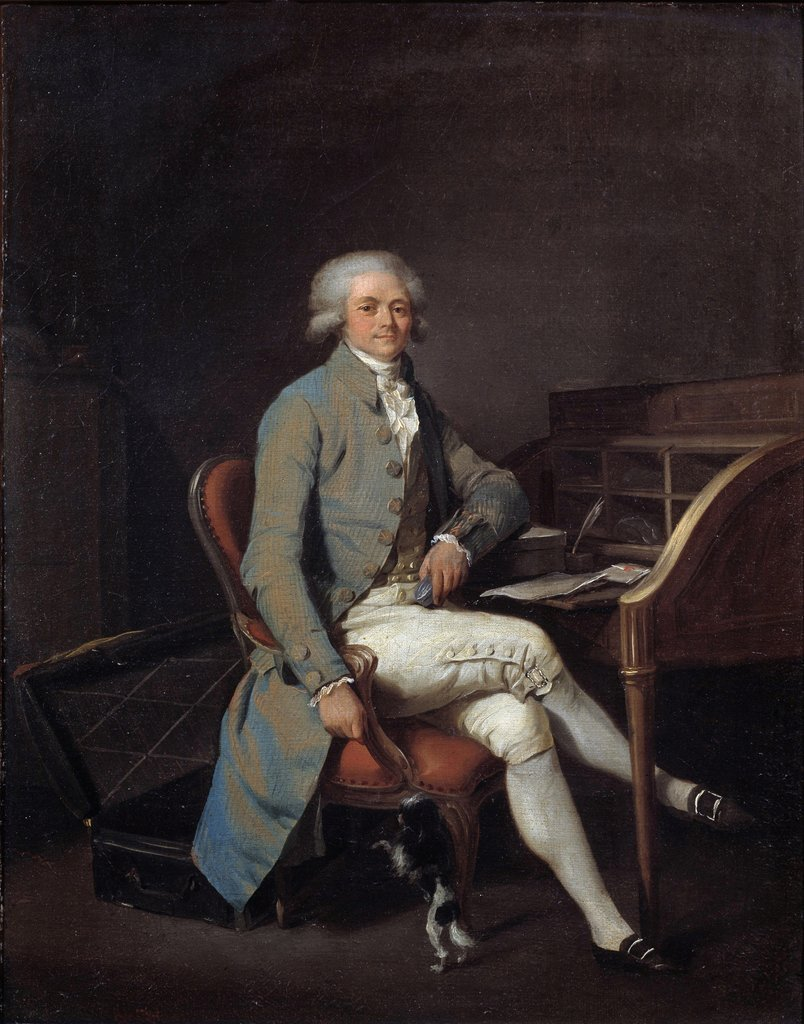
彼が描いたマクシミリアン・ロベスピエール

おもに人物画を描く。対象を実物そっくりに仕上げる写実主義であり、フランス・ファン・ミーリスやヘラルト・ドウなどのオランダ絵画の影響もうけている。

## 人生

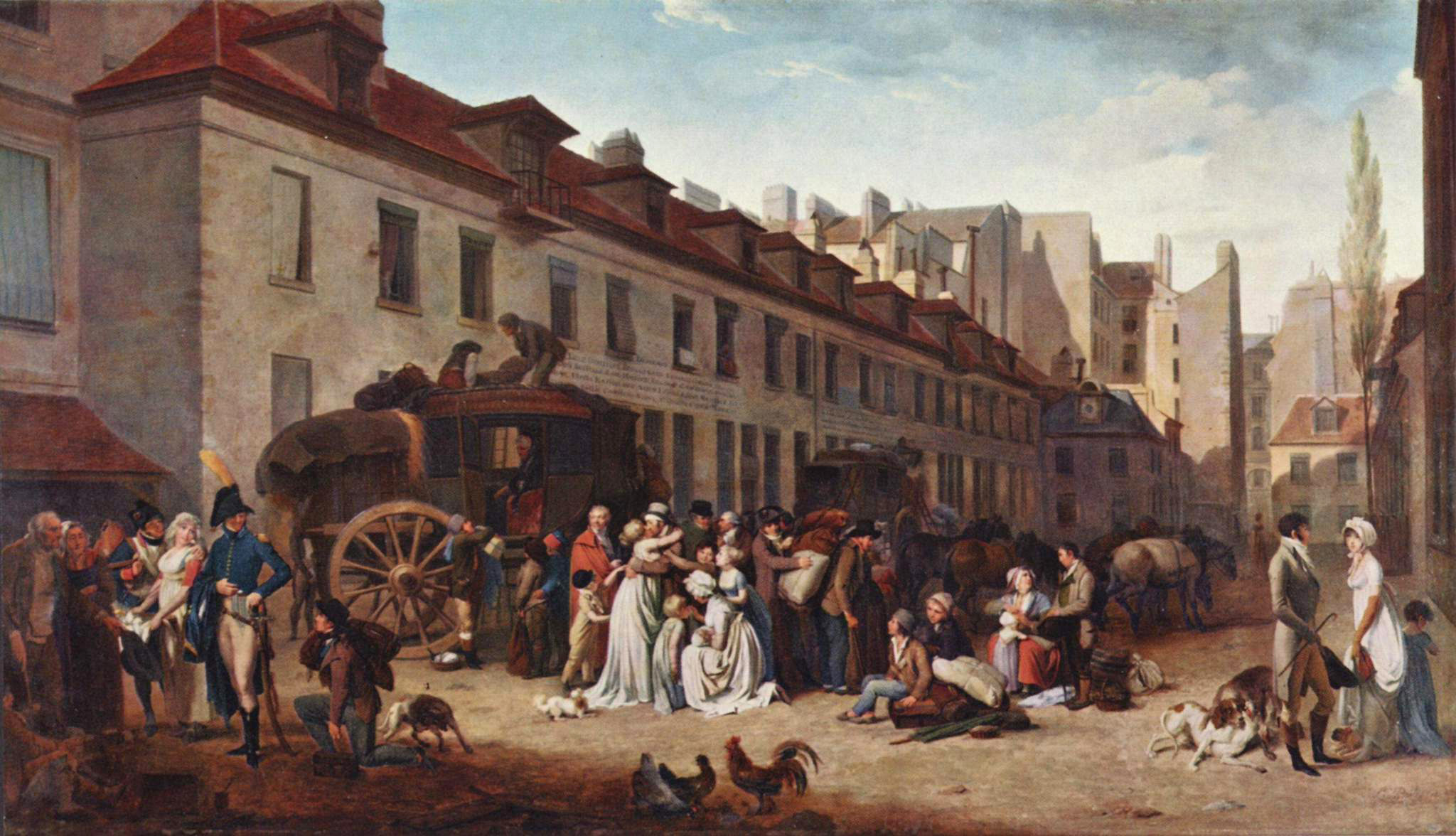
郵便広場に到着した乗合馬車（1803年）

ノール県のラ・バセで彫刻家の息子として生まれた。幼いころから芸術に秀でており、独学で絵画を学び、12、3歳頃から作品を作り始めた。1774年にドゥエーを訪れた際に聖アウグスチノ会士に自作の絵を見せたところその才能が認められ、その三年後アラスに移りトロンプ・ルイユをいくつか製作した。
フランス革命が勃発した時には公安委員会に不埒な絵画を描いたとして逮捕されるも愛国的な作品を制作したためジャン＝ポール・マラーによって釈放される。また、ナポレオン時代の1803年にはサロン・ド・パリでメダルを授与される。1833年にはレジオンドヌール勲章グラントフィシエを受章する。

## 家族
マリー・マドレーヌ・デリンヌと1787年に結婚しており、三人の男児を儲けた。長男にジュリアン・レオポルド・ボワイー（1796年 - 1874年）、次男にエドゥアール・ボワイー（1799年 - 1854年）、三男にアルフォンス・レオポルド・ボワイー（1801年 - 1867年）が居り、いずれも父と同じ画家となった。また、アルフォンスは渡米し、彫刻家としても作品を遺した。

## 作品一覧

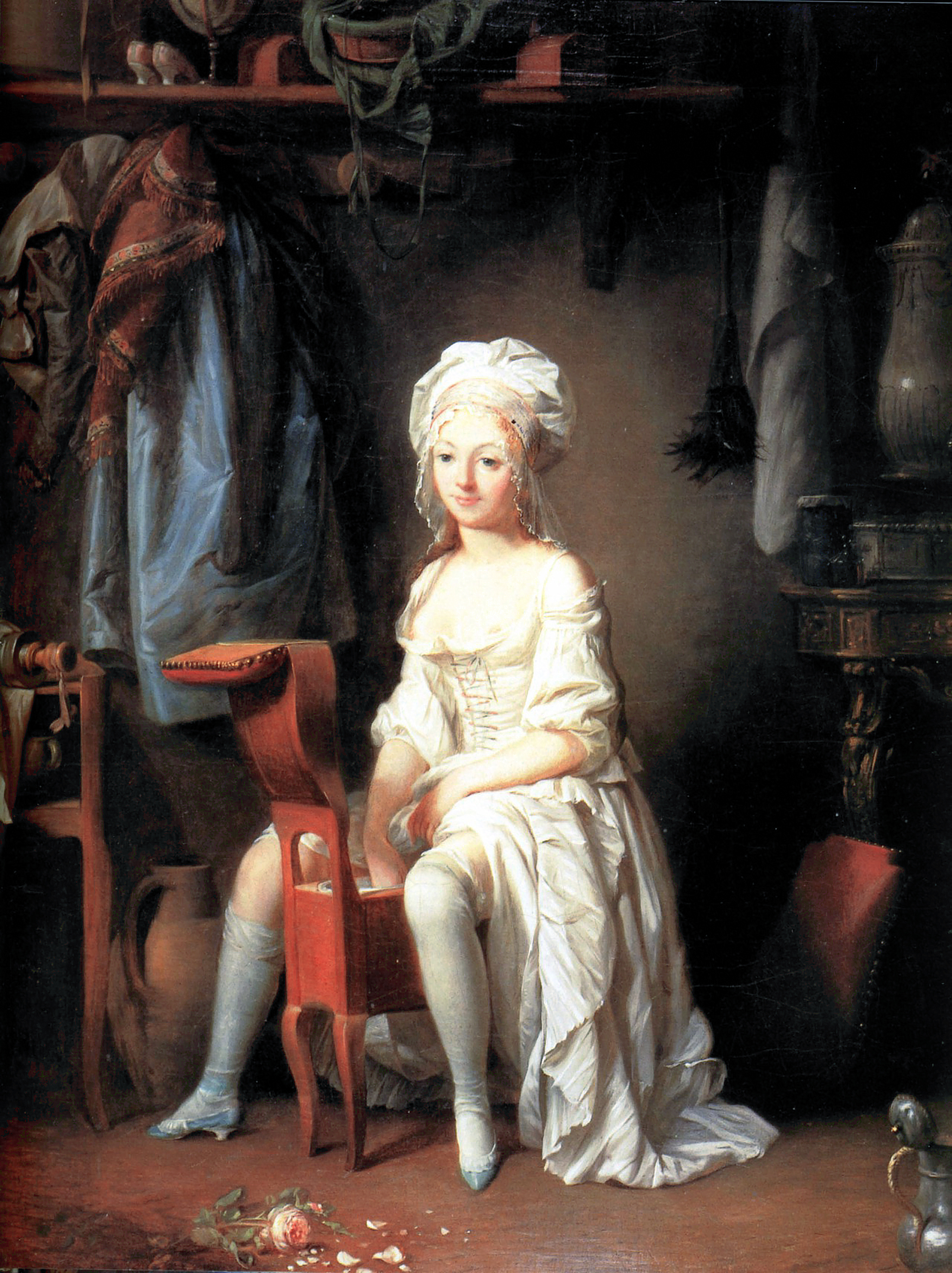
トワレ・インタイム 花びらの散った薔薇
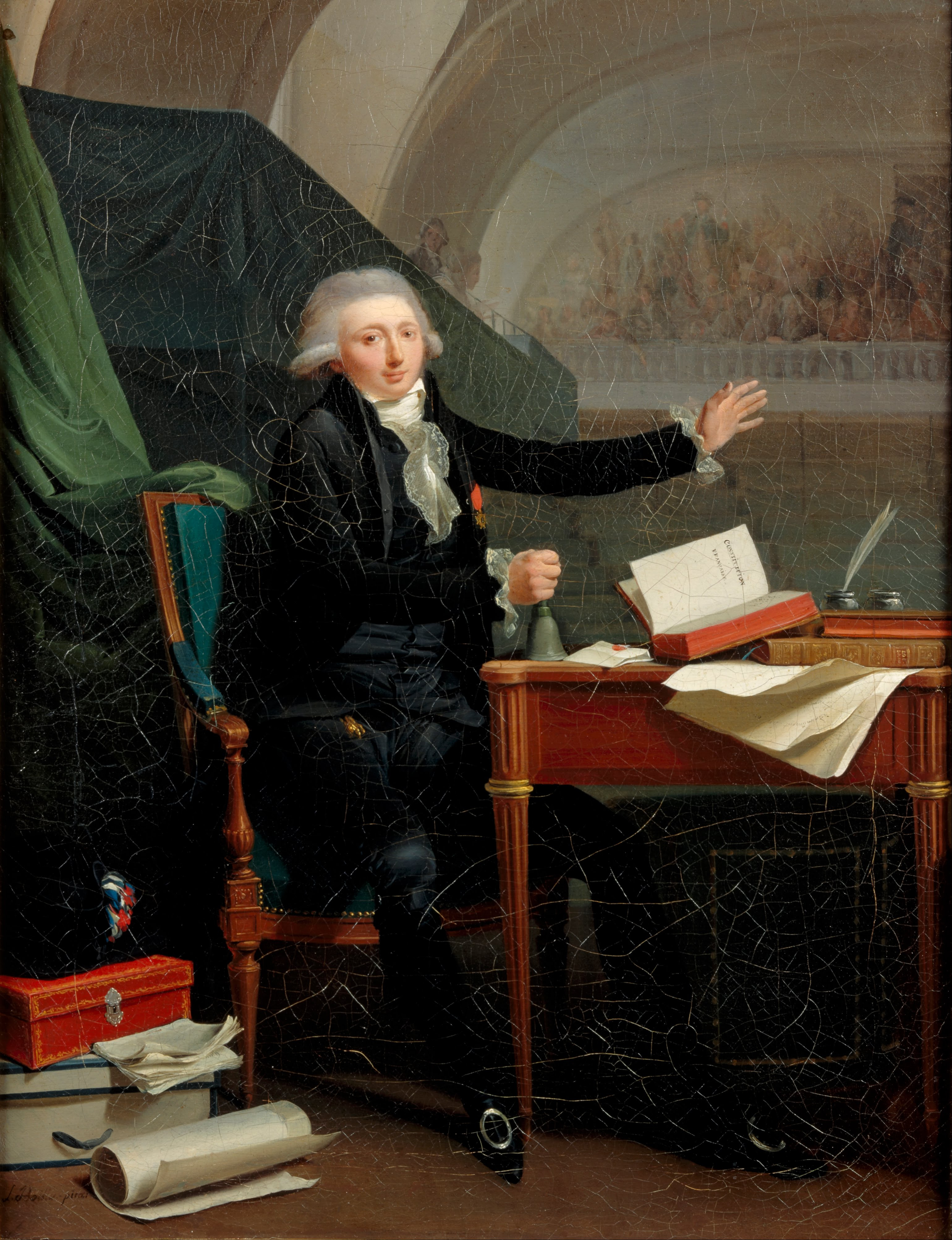
ヤン・アントニー・ダエヴァホルト（1756年 - 1792年）の肖像
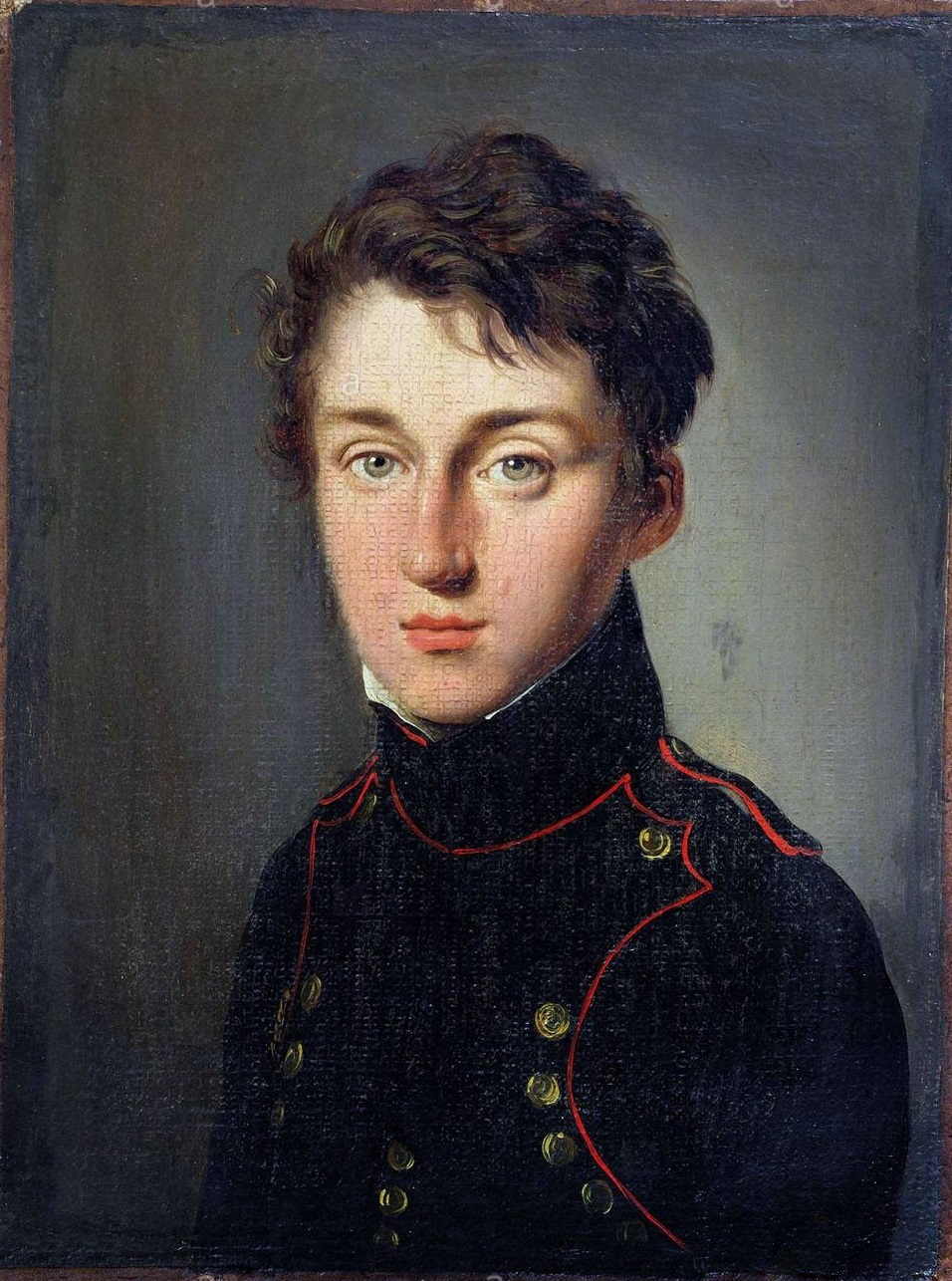
ニコラ・レオナール・サディ・カルノー（1813年）
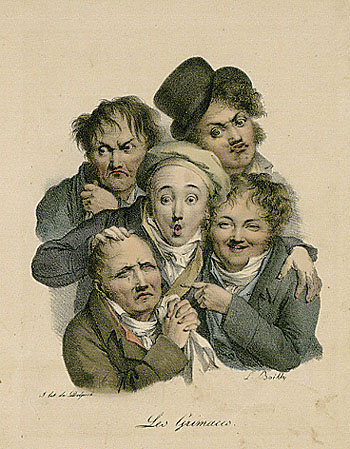
変顔（1824年）
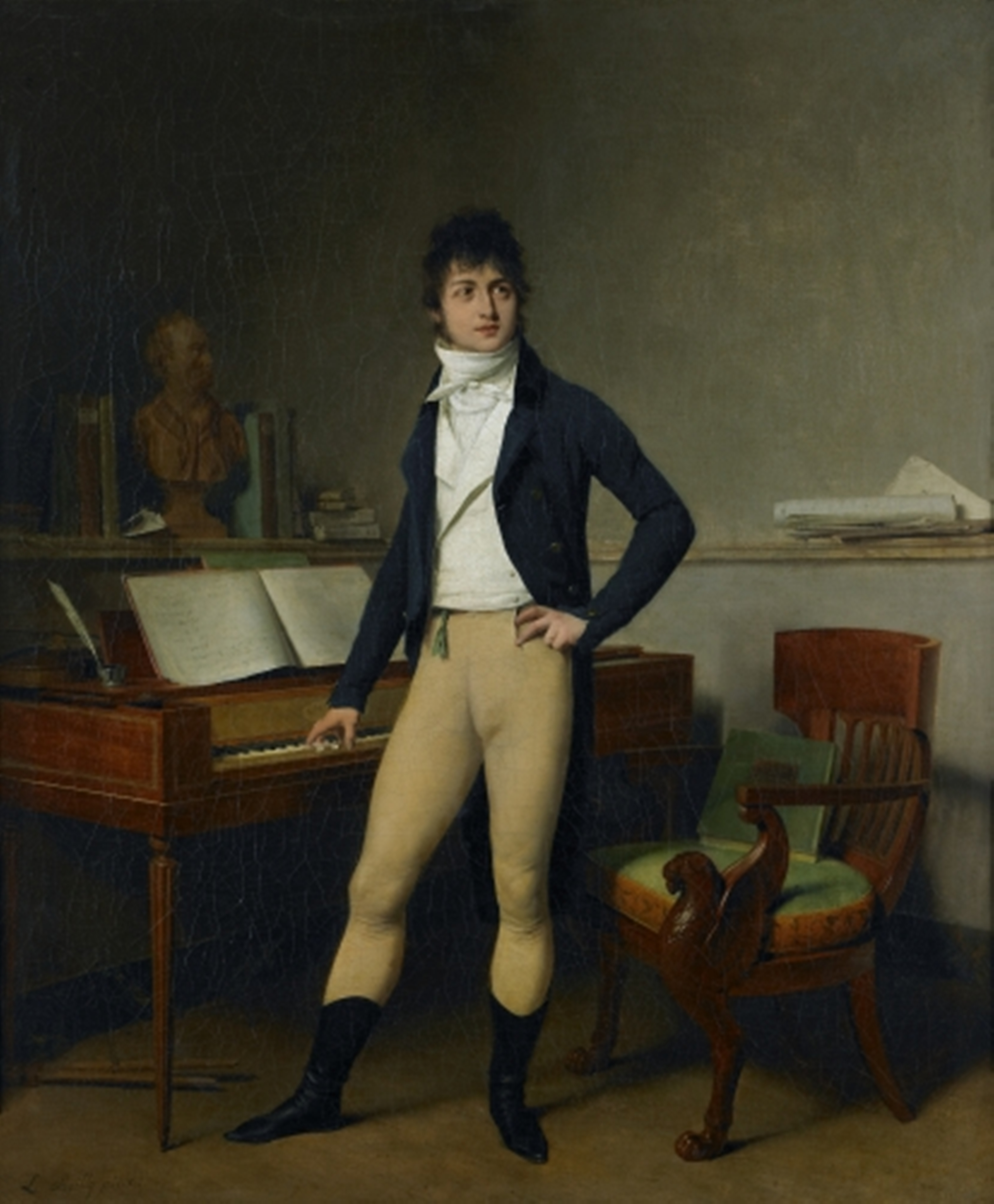
フランソワ＝アドリアン・ボイエルデュー

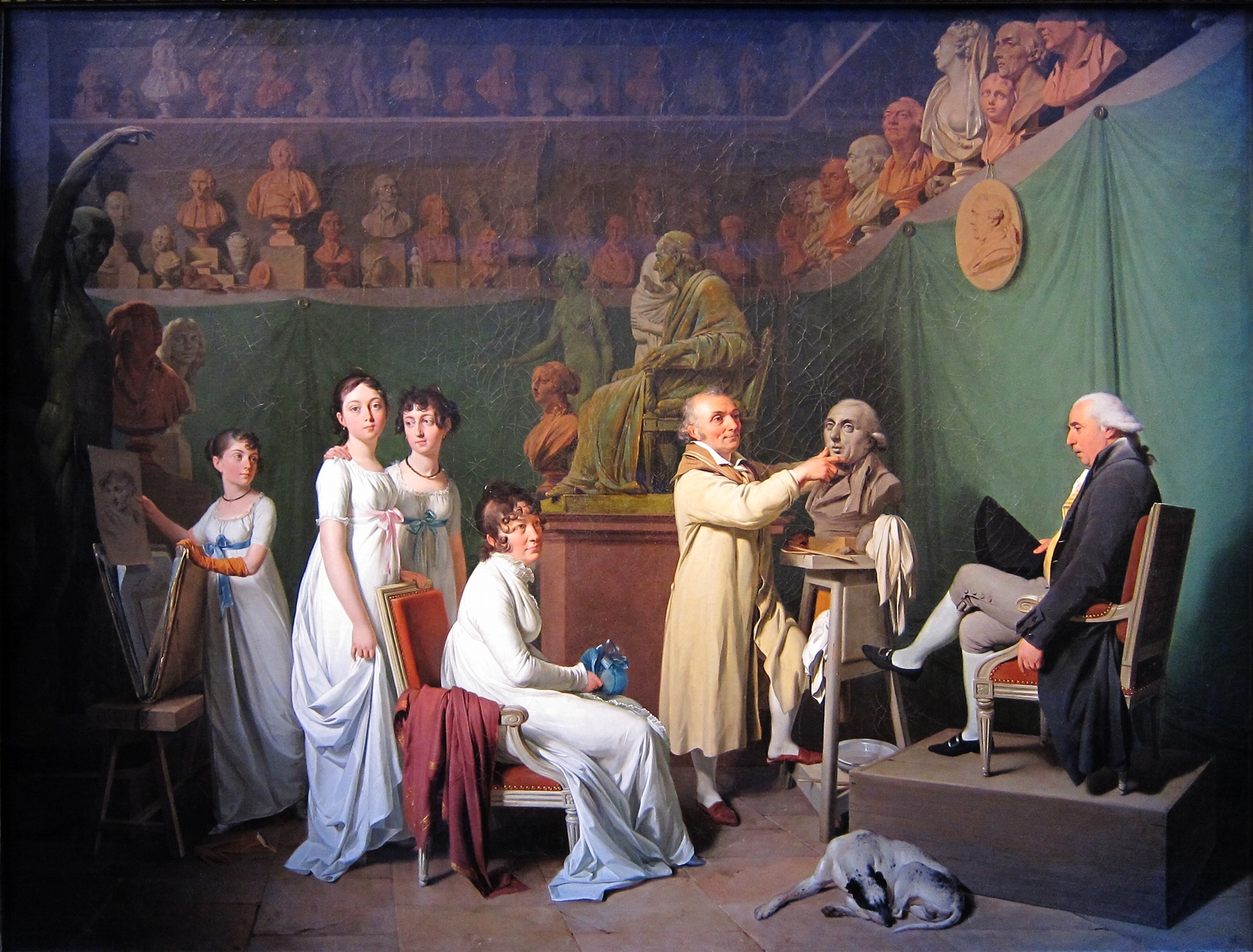
ジャン＝アントワーヌ・ウードン
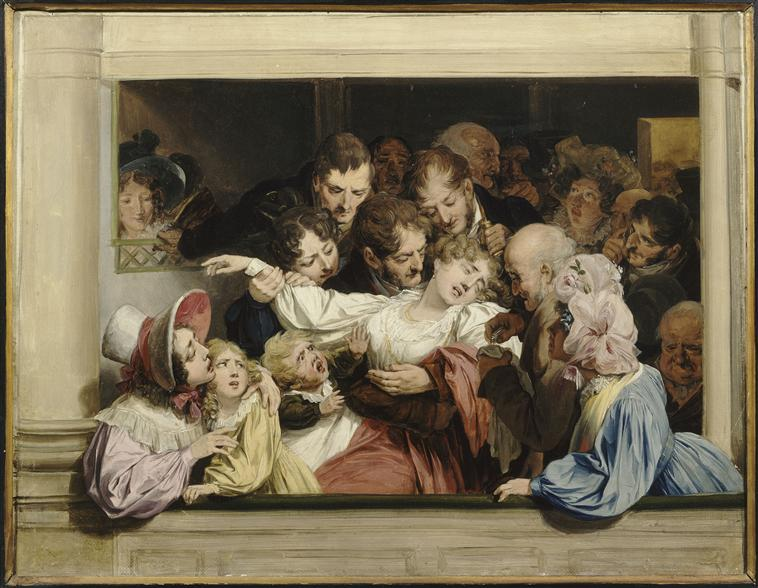
メロドラマ
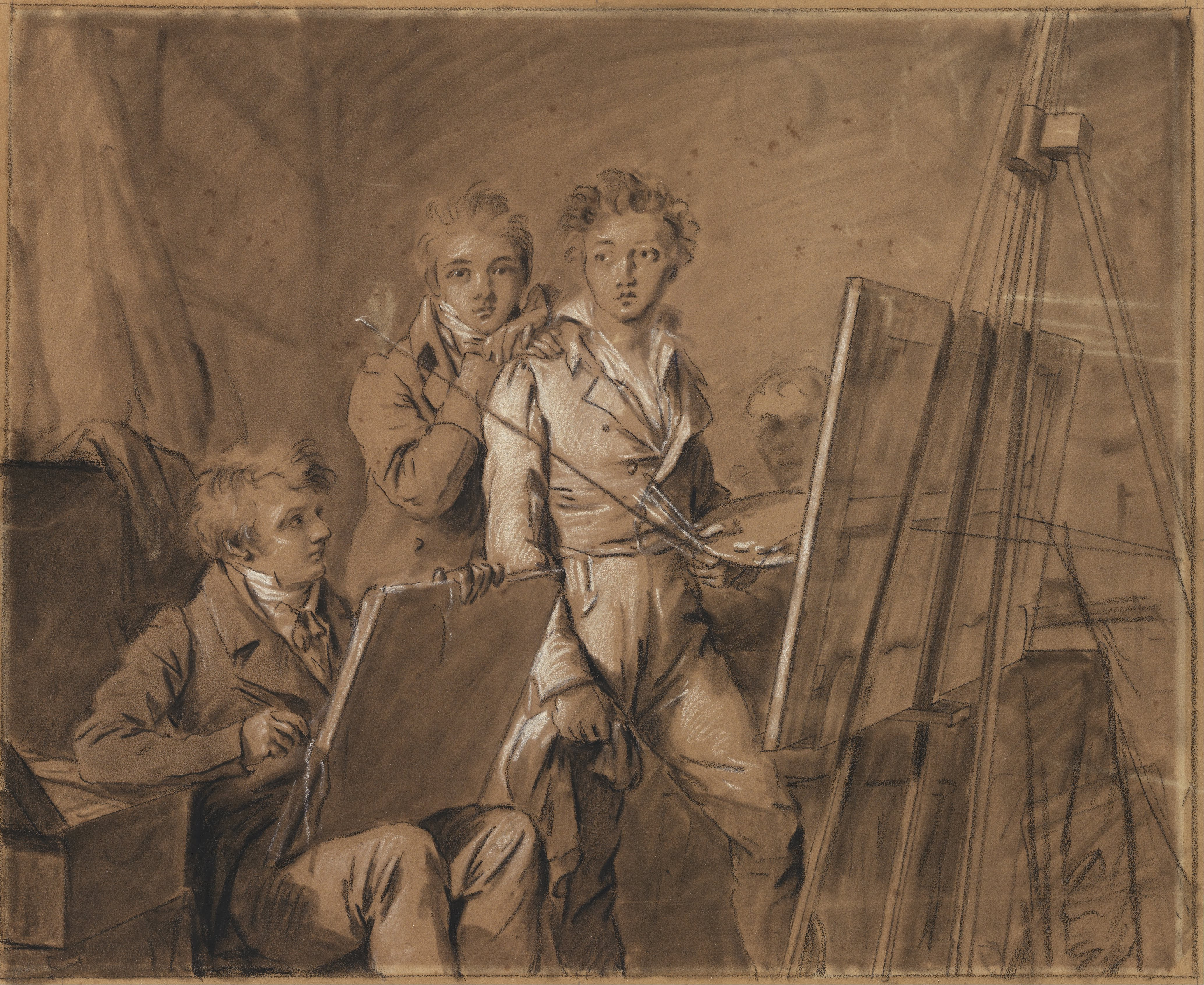
スタジオ内の三人の若い芸術家
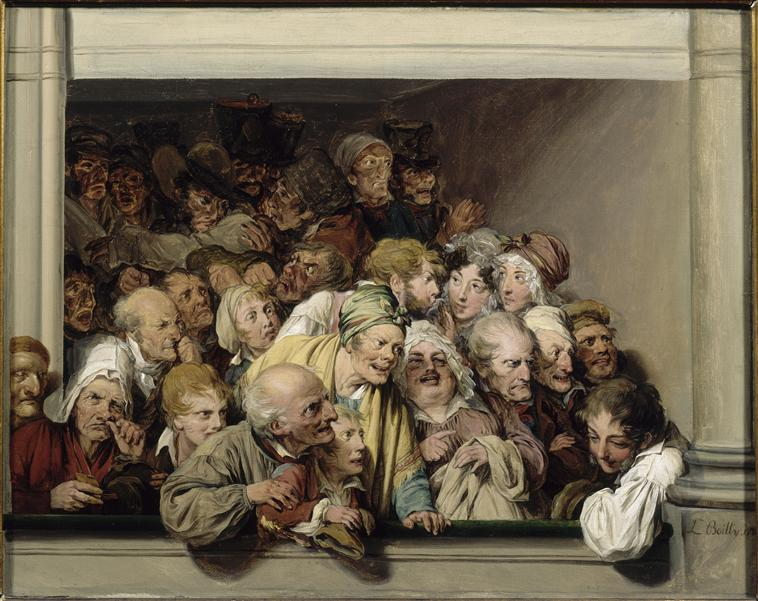
箱
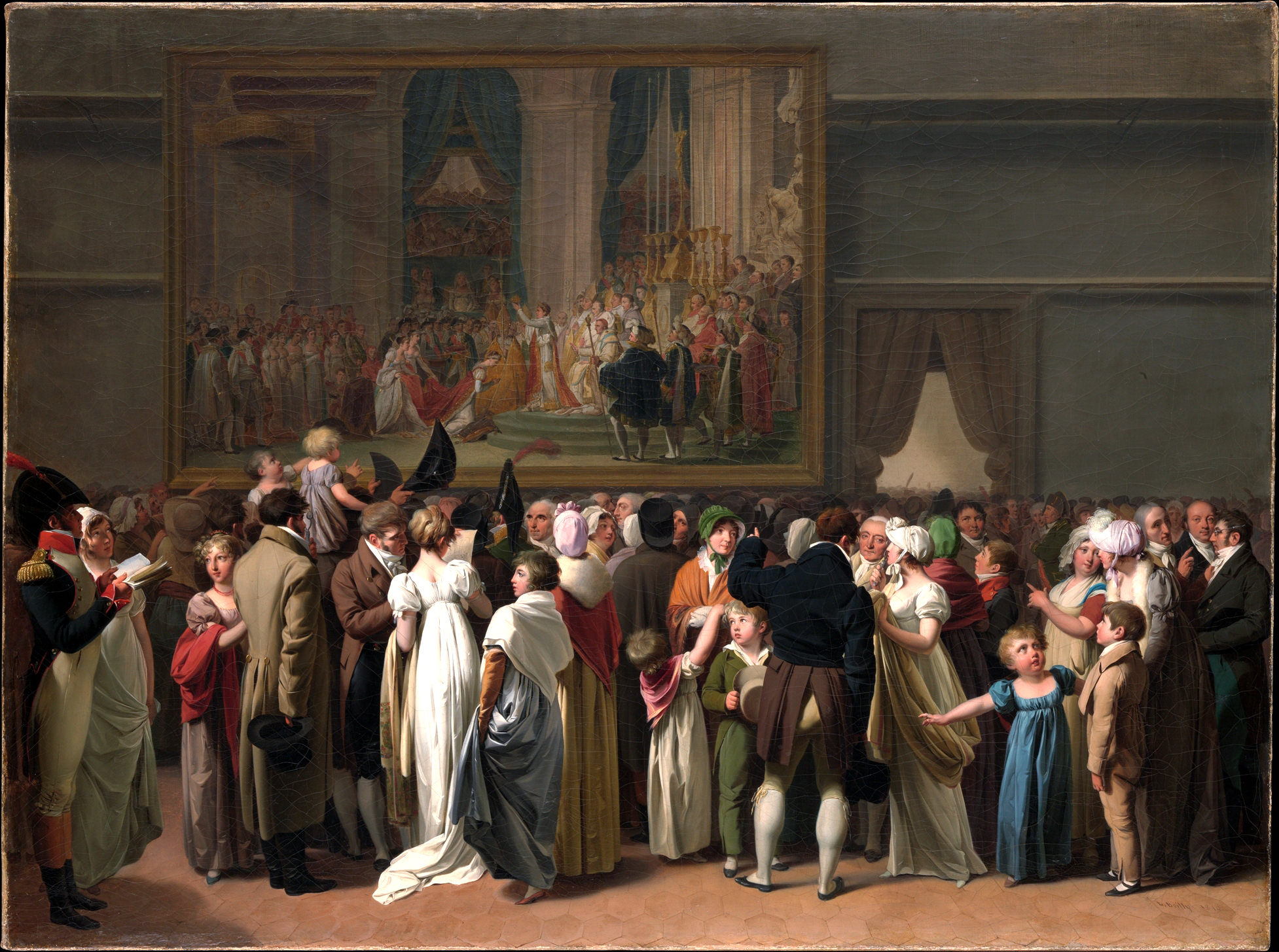
ルーブル美術館でナポレオン一世の戴冠式と皇妃ジョゼフィーヌの戴冠を鑑賞する人々（1810年）
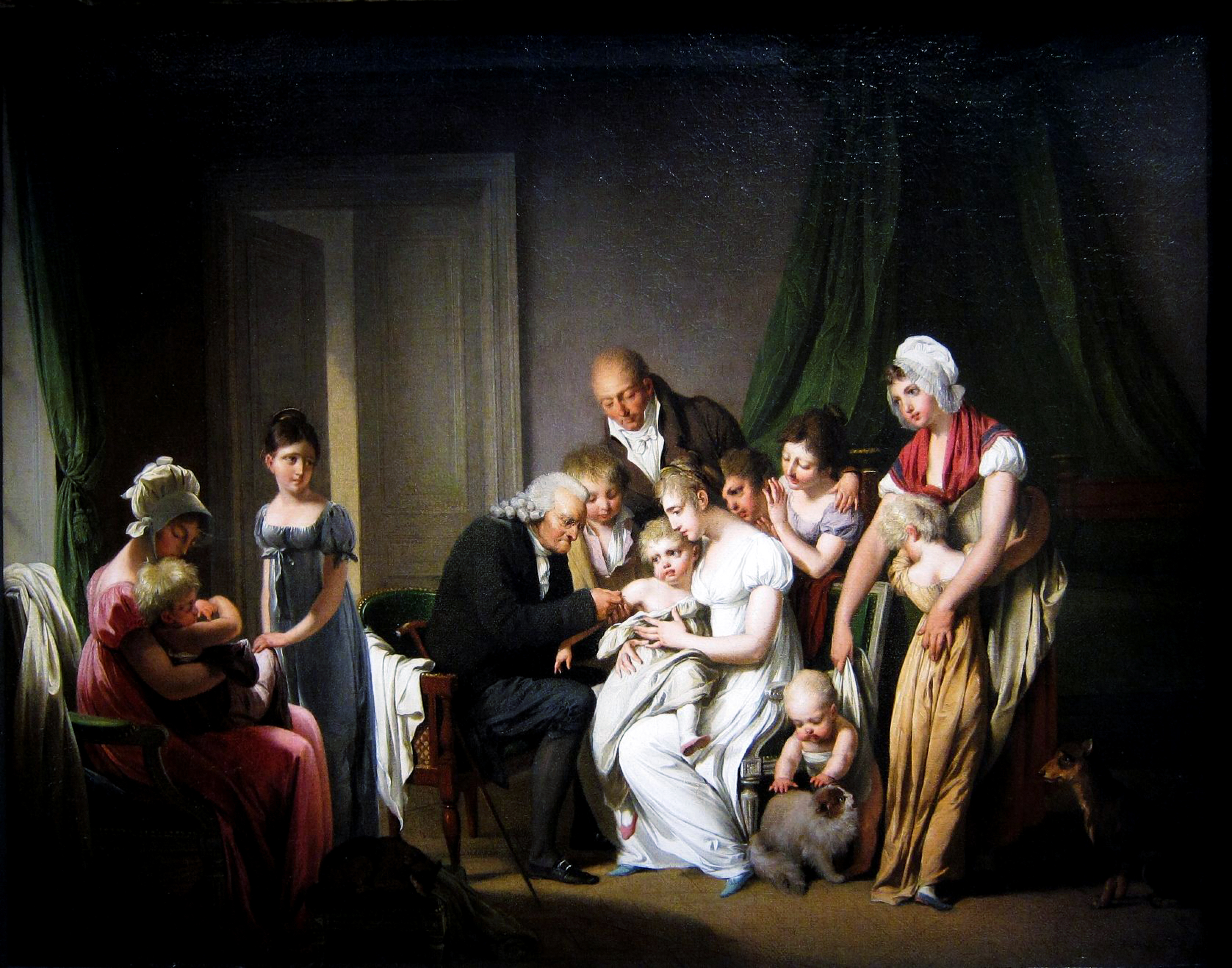
天然痘の予防接種